# Arcipelago Regina Adelaide
L'arcipelago Regina Adelaide o arcipelago della Regina Adelaide (in spagnolo: Archipiélago Reina Adelaida) è un gruppo di isole del Cile meridionale, nell'oceano Pacifico, situato a nord dell'ingresso occidentale dello stretto di Magellano. Appartiene alla regione di Magellano e dell'Antartide Cilena, alla provincia di Última Esperanza a al comune di Natales.
Per circa 6 000 anni le coste di queste isole erano abitate dal popolo Kaweshkar. All'inizio del XXI secolo, la popolazione si è praticamente estinta, decimata dai colonizzatori.

## Geografia
L'arcipelago è formato da un numero stimato di duemila isole di varia grandezza, senza calcolare gli isolotti di area inferiore all'ettaro. La sua superficie complessiva è di circa 2 000 miglia quadrate. I limiti dell'arcipelago sono: a nord e a est il canale Smyth, che corre dallo stretto di Nelson, a nord, fino a sboccare, a sud, nello stretto di Magellano, il quale bagna a sua volta la parte sud dell'arcipelago; ad ovest le isole si affacciano sul Pacifico. L'isola maggiore è Contreras.

### Le isole
- Isla Ramírez, situata all'estremo nord-ovest dell'arcipelago, misura 12 miglia di lunghezza per 5 di larghezza e ha una superficie di 163,2 km²[3].  A est il canale Vidal Gormaz la divide dall'isola Contreras 51°48′23″S 75°01′20″W.
- Isla Contreras, l'isola maggiore.
- Isla Vidal Gormaz[4] (chiamata erroneamente Isla Vidal Gómez in alcune mappe), misura 20 miglia di lunghezza per 6 di larghezza e ha una superficie di 188,2 km²[5]. L'isola si trova stretta tra le isole Contreras e Maldonado. A nord il Seno Nantuel la divide dall'Isla Nantuel 51°57′00″S 74°43′48″W.
- Isla Maldonado, ha una superficie di 133,5 km²[6]. Si trova accostata a sud-est dell'isola Vidal Gormaz; a nord-est il canale Uribe la separa dalle isole Rennell 51°01′21″S 74°34′53″W.
- Isla Chaigneau, a sud di Maldonado e a nord di Pacheco 52°09′27″S 74°40′30″W.
- Isla Pacheco, ha una superficie di 156,8 km²[7]. Situata nella parte sud-occidentale dell'arcipelago, è circondata da altre isole: Victoria, King, Caiquenes, Cornejo 52°16′22″S 74°44′34″W.
- Islas Rennell.
- Isla Barros Arana[8], si trova tra le isole Rennell e Juan Guillermos 52°07′S 74°09′W.
- Isla Juan Guillermos (conosciuta anche come Isla Esmeralda[9]).
- Isla Pedro Montt.
- Isla Cochrane, situata a sud-ovest di Pedro Montt, è separata da quest'ultima da una penisola stretta e lunga, la Península Lampito 52°19′35″S 74°04′48″W.
- Isla Manuel Rodríguez.

### Flora e fauna
Sulle pendici e tra le colline cresce una fitta foresta che si stabilisce negli interstizi delle rocce. Normalmente gli alberi non si sviluppano oltre 50 metri sopra il livello del mare, ma dove l'area è riparata dal vento il livello sale a 200 e 300 metri. Sulla roccia nuda crescono licheni e muschi. Tra gli alberi ci sono il faggio, il tepú e il canelo.
Il regno animale è molto ridotto: sono presenti volpi, roditori, lupi e nutrie. Tra gli uccelli terrestri e acquatici possiamo trovare il martin pescatore, l'ittero australe, il tordo, il cigno, l'anatra, il pinguino, l'oca testagrigia, il gabbiano e l'anatra vaporiera di Magellano. I mari sono popolati da: robalo, pejerrey, blanquillo, granchi reali, granchi reali australi, ricci di mare e mitili.